# 金熙英
金熙英（1920年1月20日—2001年3月13日），原名金礼，山西省河曲县鹿固村人。国家计划委员会副主任。全国政协第七、第八届委员。

## 生平
生于中农家庭。1935年考入公费的中央政治学校包头分校。1936年底参加抗日救亡学潮被开除。1937年春返回故乡河曲到二区驻地桦林堡教书。1937年10月，八路军第120师徐文烈部进驻河曲，在城关认识了晋绥边区特委书记、八路军一二〇师河曲工作团主任徐文烈，参加抗日武装自卫队和牺盟会的抗日活动，教书的同时先后兼任二区抗日武装自卫队政治教员、鹿固牺盟会支部秘书。后任县第五学区主任，动员学区教师学生参加抗日工作。1938年底，经河曲县三区区委书记任子良介绍加入中国共产党。从事秘密发展党员工作。1939年晋西事变，12月下旬被阎锡山政权的保安23团武装便衣拦路逮捕到巡镇（团部驻地），后转送阎系第二专员公署（专员杨集贤）受审，由于审查无结果，通知找保释放。1940年2月10日，在八路军支持下，河曲县行政委员会在巡镇河北村成立，金熙英任河北村主任。1940年2月12日，八路军三五八旅攻占河曲县城。金熙英先后任三区区长，在敌顽夹击下集中力量开展征集粮、钱、兵、军鞋四大动员。1940年秋冬，一区区长徐增瑞投敌，金熙英调任一区区长。一区与河西十里长滩的阎系县政权（县长朱五美）隔河对峙，朱五美常派武装人员渡河袭扰。1941年秋金熙英调任河曲县贸易局长，负责扶持生产、打破经济封锁。1945年4、5月间，金熙英调任河曲县政府县长、县委常委。曾到晋绥分局党校学习，聆听了毛泽东主席《在晋绥干部会议上的讲话》。回到河曲后，完成了河曲的土地改革。1948年7月调任晋绥二分区工商局长兼银行经理。1949年1月负责带领晋绥７个县的贸易干部，到延安学习，准备参加解放大西北的接管、建政工作。1949年5月20日随军进驻西安。任西安市工商局长兼贸易公司经理，后兼西安市委常委。
由于第一个五年计划156项重点工程在西安的几个项目的选址、定点、城市规划和区域规划中表现突出，1953年3月调中央财经委员会工作。1953年9月调国家计委，任国家计委基建办公室副主任，国家建委技术监督局副局长、城市建设局副局长、区域规划局副局长。国家计委地区规划局副局长、基本建设综合局副局长。“文化大革命”前期，为了避免干扰，国务院成立了计划起草小组，在中南海国务院办公，金熙英任副组长，在余秋里直接领导下，草拟了“三五计划”后三年的年度计划和第四个五年计划草案。1970年任国家计划革命委员会计划组组长。四三方案时期国务院成立进口设备领导小组，负责审查、组织进口、综合平衡等工作，各有关部门和承接进口项目的省市也抽调专人负责这项工作，代表国家计委任成员、副组长。国家计委副主任兼纪检组组长。在宝钢上马还是下马的关键时刻，与马洪带队到上海调研论证。1985年金熙英任国家计委顾问。1985年在宋平的支持和领导下，总结长期建设经验，金熙英提出建设项目实行先评估后决策的管理程序。同年，国务院批准成立中国国际工程咨询公司，金熙英担任中国国际工程咨询公司董事长兼专家委员会主任至1992年。1992年任中国工程咨询协会首任会长至1999年，中国扶贫基金会副会长。联合国经社理事会组织的亚太地区12个国家组成的工程咨询计划组织任主席。

## 家庭
- 夫人李兰英